# 살해 후 자살
살해 후 자살(殺害後自殺, murder–suicide)은 개인이 자살하기 전에 의도적으로 한 명 이상의 사람을 죽이는 행위이다. 살인과 자살의 조합은 다양한 형태를 취할 수 있다.
- 타인을 살해한 후 또는 도중에 자살한 경우
- 자살폭탄공격, 가해자 등이 탑승한 차량을 고의로 충돌시키는 등 자살을 수반하는 살인
- 경찰의 자살행위 중 경찰관 또는 구경꾼 살해
- 형사 처벌을 피하기 위해 살인 후 자살
- 죄책감에 대한 자기 처벌의 한 형태로 살인 후 자살
- 대리살인 전후의 자살
- 자살 충동을 가진 사람과 관련된 살인
- 상대방의 동의를 받아 살해한 후 스스로 목숨을 끊는 형태의 공동자살
- 조종사의 자살

합법적인 살해 후 자살에는 세 가지 형태가 있다.
- 비례적 정당방위를 통해 가해자를 죽이는 것, 그 과정에서 스스로 목숨을 끊는 것
- 개인이 타인에게 해를 끼치는 것을 방지하기 위한 합법적인 살인, 즉 자신을 죽이는 행위
- 간접적으로 자살을 초래하거나 자살에 기여한 합법적인 살인

여러 건의 학교 총격 사건과 같이 많은 연쇄 살인이 자살로 끝났다. 종교적 동기로 인한 자살의 일부 사례에는 살인이 포함될 수도 있다. 모든 분류는 정신병의 경우 의도와 관련하여 다소 임의적인 구별을 형성하는 것으로 간주되며, 의도가 비합리적일 가능성이 더 높다. 법적인 의도를 확인하는 것은 정신이상으로 적절하게 분류된 사건에는 적용되지 않는다.
데이슨과 수힐(1996)이 런던 타임즈의 살인(1887-1990) 보도를 분석한 바에 따르면, 일반적으로 영국 남성의 살해 후 자살 비율이 여성보다 훨씬 높다. 압도적으로 살해 후 자살을 저지르는 여성들은 자녀를 죽이고 자신도 죽이는 경향이 있다. 반면에 남성은 배우자나 파트너를 죽이는 경향이 있다.

## 같이 보기
- 대량 살인
- 연쇄살인범
- 연속살인
- 자살 공격
- 자살비행
- 가미카제